# Nicholas Bird
Nicholas Bird (* 28. Oktober 1994 in Los Angeles, Kalifornien) ist ein US-amerikanischer Synchronsprecher. Bekannt wurde er 2003 als Stimme der Meeresschildkröte Racker in dem Findet Nemo der Pixar Animation Studios.

## Leben
Bird besuchte die Branson School im kalifornischen Ross.
Er ist der Sohn des Filmregisseurs, -produzenten und Drehbuchautors Brad Bird und der ehemaligen Filmeditorin Elizabeth Canney.
Zusammen mit seinem älteren Bruder Michael Bird arbeitete er als Synchronsprecher im Film Die Unglaublichen. Er hat mit Jack Bird einen weiteren Bruder, der im Film Ratatouille mitwirkte.

## Synchronrollen
- 2003: Findet Nemo (Finding Nemo) … als Racker
- 2004: Die Unglaublichen – The Incredibles (The Incredibles) … als Rusty McAllister